# Erebia pithonides
Erebia pithonides är en fjärilsart som beskrevs av Schultz 1908. Erebia pithonides ingår i släktet Erebia och familjen praktfjärilar. Inga underarter finns listade i Catalogue of Life.